# Colubrina travancorica
Colubrina travancorica är en brakvedsväxtart som beskrevs av Richard Henry Beddome. Colubrina travancorica ingår i släktet Colubrina och familjen brakvedsväxter. Inga underarter finns listade i Catalogue of Life.